# Operaties Wilhelm en Fridericus II
Rond 30 mei 1942 eindigde de Tweede Slag om Charkov, met een grote Duitse overwinning. Intussen waren de voorbereidingen voor het Duitse zomeroffensief van 1942 in volle gang. Om de uitgangsstellingen hiervoor goed te positioneren, om het momentum te behouden en alvast de Russische 9e, 28e en 38e Legers verder te decimeren, werden een tweetal operaties opgezet. Deze twee operaties waren Operatie ‘Wilhelm’ en Operatie ‘Fridericus II’.

## Inleiding
Beide operaties speelden zich af in juni 1942. De kern van deze twee operaties, ‘Wilhelm’ en ‘Fridericus II’, werd gevormd door één Korps, het 3e Gemotoriseerde / Pantserkorps, onder bevel van Generaal Eberhard von Mackensen. Officieel werd dit korps omgedoopt van 3e Gemotoriseerde Korps naar 3e Pantserkorps op 21 juni. De laatste aanval in mei, dwars over de mond van het Izjoem-bruggenhoofd, bracht dit korps van de sector van het 1e Duitse Pantserleger (Kolonel-Generaal Ewald von Kleist) in de sector van het 6e Duitse Leger (Generaal Friedrich Paulus). Voor ‘Wilhelm’ werd het korps aan het 6e Leger toegevoegd en zou aanvallen naar het noordoosten langs de Boerloek-rivier, als zuidelijk tangarm van de geplande omsingeling. Voor ‘Fridericus II’ zou het korps terugkeren naar het 1e Pantserleger, 90° draaien en dan naar het zuidoosten aanvallen, langs Koepjansk, en daarmee de tweede omsingeling vanuit het noorden voltooien. Daarmee was het korps dan meteen in positie voor fase 2 van Fall Blau, Blau II.
Operatie ‘Wilhelm’ was bedoeld om het 28e Leger van de Sovjet-Unie, onder Generaal-Luitenant Nikolaj N. Nikisjin, in de val te laten lopen in wat over was van de Voltsjansk-saillant. Daarmee gaf deze beweging zuidelijke dekking aan de geplande opmars van het 6e Duitse Leger in ‘Blau I’. Deze opmars zou in de richting Belgorod lopen. Operatie ‘Fridericus II’ voorzag in het omsingelen van (de noordelijke vleugel van) het Russische 9e Leger (Generaal-Majoor Fjodor M. Charitonov) en het 38e Leger (Generaal-Majoor Kirill S. Moskalenko), ten noorden en oosten van Izjoem. Tegelijk zou het front van het 1e Pantserleger een kleine 50 km naar het oosten opschuiven, en daarmee het startpunt voor ‘Blau II’ bereiken aan de Oskol rivier bij Koepjansk.
Aan de Russische zijde waren de drie leiders zich bewust van hun problematische situatie. Deze drie, Maarschalk Semjon Timosjenko (commandant van het Zuidwestelijk Front), Generaal-Majoor Nikita S. Chroesjtsjov (zijn politiek commissaris) en Generaal-Luitenant Ivan Bagramjan (zijn stafchef, stuurden op 29 mei een beoordeling van de situatie naar Stavka. Daarin zeiden ze dat ze verwachtten dat de Duitsers over 5 tot 10 dagen weer zouden aanvallen. Maar Timosjenko en staf verwachtten, eigenlijk net als Stavka, dat de Duitsers weer richting Moskou zouden aanvallen. En dat elke aanval richting het zuiden van secundair belang zou zijn. Maar Timosjenko was zich ook bewust dat zijn front en zijn legers dringend versterking nodig hadden na de zware verliezen van de voorgaande weken. Chroesjtsjov en Bagramjan werden naar Stalin gestuurd met dit verzoek. Die was daartoe niet echt genegen na de nederlaag in de voorgaande operatie. Toch werden versterkingen gestuurd, maar niet veel, slechts 7 infanteriedivisies, 2 tankkorpsen en 4 tankbrigades.
De Duitsers wisten dat voor zowel ‘Wilhelm’ als ‘Fridericus II’, snelheid essentieel was. Beide omsingelingen waren relatief ondiep en eenvoudig door de Sovjets te ontlopen. En daarnaast bleven de wegen modderig door de vele regen in mei. De eerste 5 dagen van juni waren droog, maar op 6 juni daalde de temperatuur snel en het begon weer te regenen. Daardoor rapporteerde het 3e Pantserkorps dat zijn tanks problemen zouden krijgen. Ook Generaal Kurt Pflugbeil’s IV Fliegerkorps van Luftflotte IV had problemen, aangezien de landingsbanen te zacht waren voor het opstijgen van beladen bommenwerpers. Het 6e Leger was klaar voor ‘Wilhelm’ op 7 juni, maar stelde 1 dag en later nog 1 dag uit om de grond harder te laten worden.

## Operatie ‘Wilhelm’

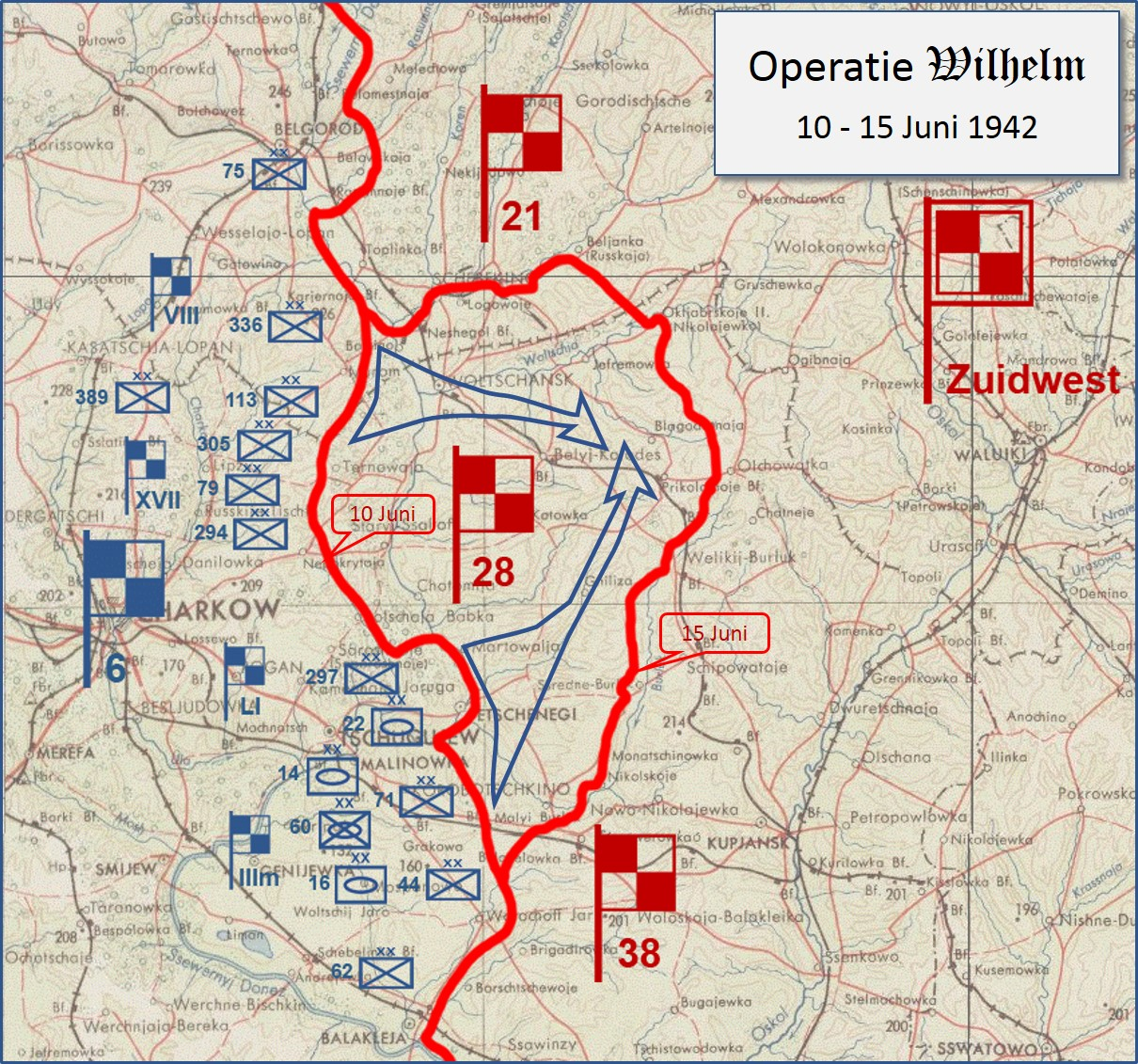
Operatie Wilhelm

‘Wilhelm’ startte uiteindelijk op 10 juni, om 02:30. En die eerste dag liep bevredigend. Ondanks wat regen, was het 3e Pantserkorps in staat 2 bruggen over de Boerloek te veroveren, over te steken en stroomopwaarts op te rukken. Ten noorden van Voltsjansk, ging het bij het 8e Legerkorps (Generaal Walter Heitz) nog beter. Het veroverde drie bruggen over de Donets-rivier en ging snel noordoostelijk aan Voltsjansk voorbij. In de nacht viel de regen in stromen neer, waardoor de tanks van het 3e Pantserkorps vast kwamen te zitten in de modder. De infanteriedivisies van het 8e Legerkorps konden onder deze omstandigheden toch vooruit en bereikten aan het eind van de middag Belyy Kolodez, 15 km ten zuidoosten van Voltsjansk. De tanks hadden daar ook moeten aankomen, maar die waren nog op 50 km afstand aan de Boerloek.
Intussen werd duidelijk dat het Sovjet 28e Leger zijn front aan de Donets opgaf en terugtrok naar het oosten. Gedurende de hele 12e juni was het 3e Pantserkorps bezig om de omsingeling te sluiten, maar intussen trokken colonnes Russen ten zuidoosten van Belyy Kolodez langs en ontsnapten uit de pocket. Eindelijk, in de morgen van 13 juni, maakte het 3e Pantserkorps contact met de voorste elementen van VIII Legerkorps, na zich door verschillende weerstandslijnen met Sovjet tanks gevochten te hebben, die de omsingeling zo lang mogelijk probeerden te verhinderen. De beslissende hoogten bij Olchovatka aan de Burluk, werden door de 22e Pantserdivisie (Generaal-Majoor Wilhelm von Apell) op 14 juni ingenomen. In de volgende 2 dagen na het sluiten van de omsingeling werden de laatste Russen samengebracht. Uiteindelijk was de totale vangst een teleurstellende 24.800 gevangengenomen Russen. Er werden 232 tanks vernietigd en 153 stuks artillerie (inclusief antitankgeschut) werden vernietigd of buitgemaakt. Het OKH noemde de Russische verliezen ‘zeer hoog’ en de eigen verliezen ‘gering’.

## Operatie ‘Fridericus II’

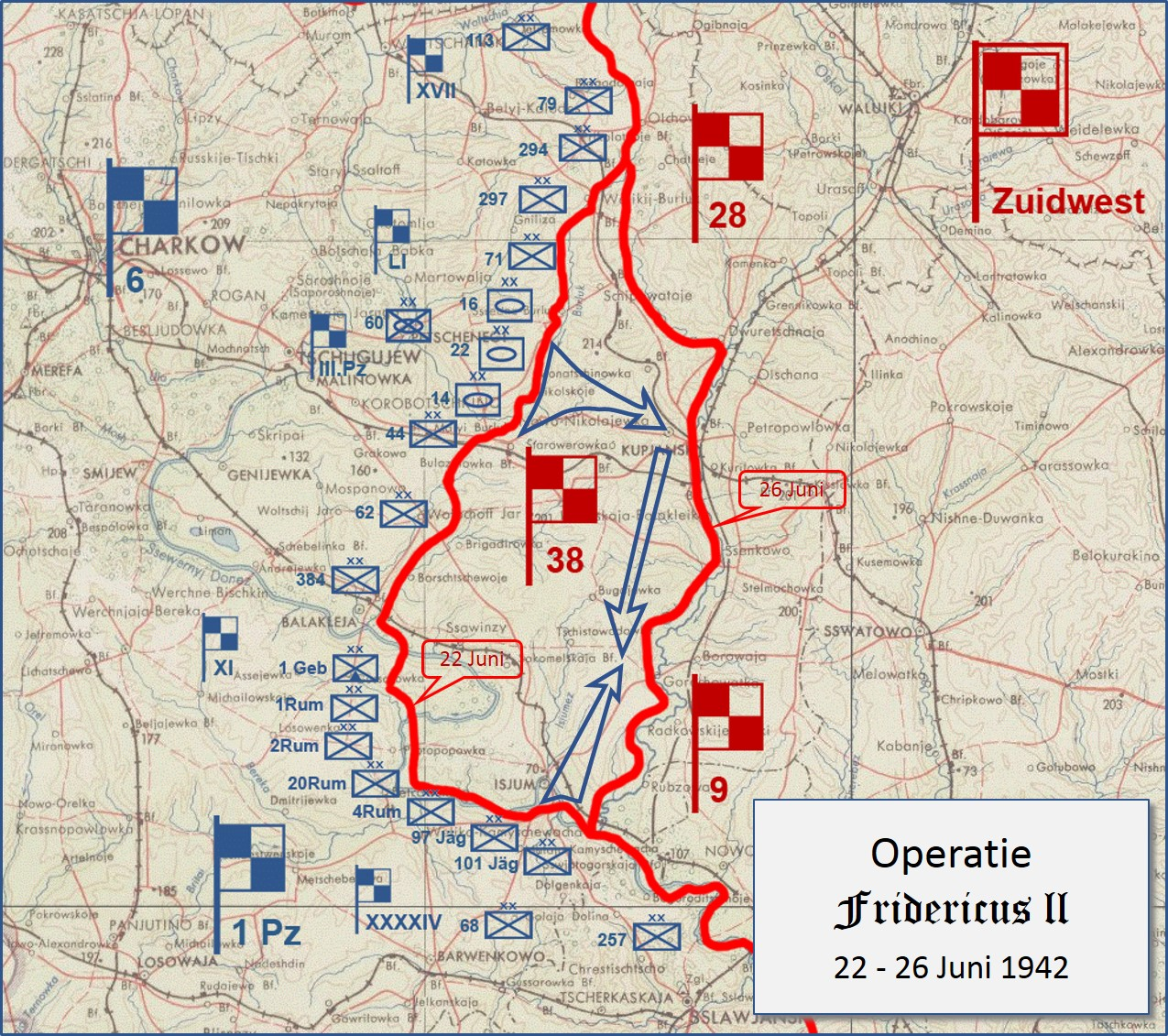
Operatie Fridericus II

Laat in de nacht van 14 juni stuurde het OKH (Oberkommando des Heeres) aan Maarschalk Fedor von Bock (Heeresgruppe Süd) Hitlers order voor de uitvoering van ‘Fridericus II’ en het lanceren van ‘Blau I’, zo snel als de Luftwaffe de nodige luchtsteun zou kunnen geven. De Luftwaffe was namelijk ook nog druk bezig met het breken van het beleg van Sebastopol. De vroegst mogelijke datum voor ‘Blau I’ was daarmee 23 juni.
De start van ‘Fridericus II’ was gepland voor 17 juni, maar de dagelijkse regenstormen betekenden dat de voorbereidingen niet voor 20 juni klaar zouden zijn, en de operatie startte daadwerkelijk op 22 juni, om 02:15. Hitler had nog geprobeerd de aanval van het 3e Pantserkorps iets noordelijker aan te zetten, maar de generale staf kon Hitler overtuigen dat dit geen goed idee was en ook een latere start van het offensief zou betekenen. Opnieuw was het 3e Pantserkorps de primaire Duitse eenheid voor deze operatie. Het 3e Pantserkorps zou aanvallen van het gebied van Tsjoegoejev naar het zuidoosten in de richting van Koepjansk en daarna zuidwaarts draaiend, direct zuid langs de rivier de Oskol. In het zuiden zou het Duitse 44e Legerkorps (Generaal Maximilian de Angelis) de Donets-rivier oversteken tussen Izjoem en de monding van de Oskol-rivier, en naar het noordoosten oprukken om het 3e Pantserkorps te ontmoeten bij Gorochovatka. Deze beweging zou in de flank gedekt worden door het gehele 6e Roemeense Legerkorps. Elementen van het Duitse 51e Legerkorps (Generaal Walter von Seydlitz-Kurzbach) zouden opereren tussen beide Korpsen en deels noordelijk van het 3e Pantserkorps.
Op de eerste dag rukte het 3e Pantserkorps op tot halverwege Koepjansk en draaide daarna 3 divisies, met de 22e Pantserdivisie voorop, naar het zuiden. Het 44e Legerkorps veroverde een bruggenhoofd over de Donets, maar de opmars was moeilijk door zompige doorgangen door de bossen, die ook nog vol mijnen lagen. Maar al de volgende morgen (23 juni) waren de Russen vanaf het front aan de Donets tussen Koepjansk en Izjoem op de terugtocht naar het oosten, richting de Oskol. Ondertussen werden ze door de Luftwaffe hevig aangevallen.

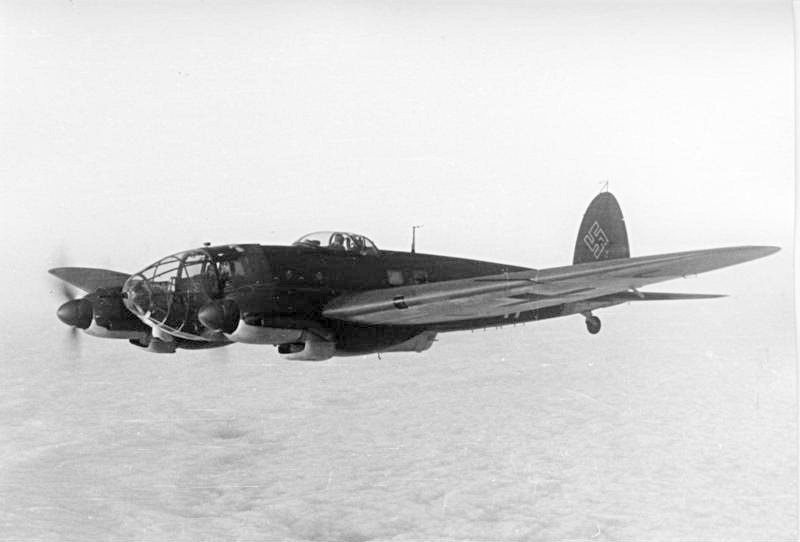
Heinkel He 111 bommenwerper

Een He 111-bommenwerper van 9. Staffel van KG 55 scoorde een voltreffer met een bom van 1000 kg op de spoorwegbrug over de Oskol bij Koepjansk, resulterend in zware logistieke problemen voor de Sovjets. De Duitse 16e Pantserdivisie (Generaal-luitenant Hans-Valentin Hube) haalde enkele van de terugtrekkende Sovjeteenheden in en trok tegen middernacht de noordwestelijke delen van Koepjansk binnen. Laat in de middag van 24 juni, zich zuidwaarts verplaatsend, ontmoette de 22e Pantserdivisie de voorste elementen van de noordwaarts oprukkende Duitse 101e Lichte Divisie (Generaal-luitenant Erich Diestel) bij Gorochovatka aan de Oskol. Tegen 26 juni hadden de Duitsers de complete pocket opgeruimd. De ‘buit’ van het 1e Pantserleger in 'Fridericus II' was 22.800 gevangengenomen Russen. Er werden ‘meer dan 100’ tanks vernietigd en 150 stuks artillerie werden vernietigd of buitgemaakt. Het OKH claimde bij de Russen ‘hoge bloedige verliezen’.

## Conclusie
Na afloop toonden zowel von Bock als von Kleist zich uitermate tevreden met de afsluiting van deze twee operaties. Maar op hoger niveau waren de reacties gemengd. Beide operaties waren relatief gemakkelijk verlopen, maar hadden ook relatief weinig gevangenen opgeleverd. Wel had het Zuidwestelijk Front, na de verwoestende nederlaag in mei bij Charkiv en tijdens deze twee operaties, in feite opgehouden te bestaan als effectieve formatie. Dat was voor de Duitsers een goede start voor Fall Blau.

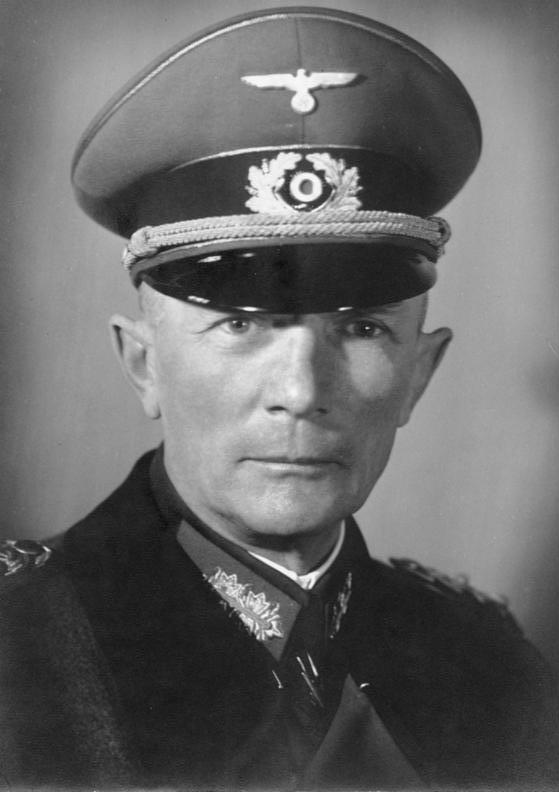
Maarschalk Fedor von Bock
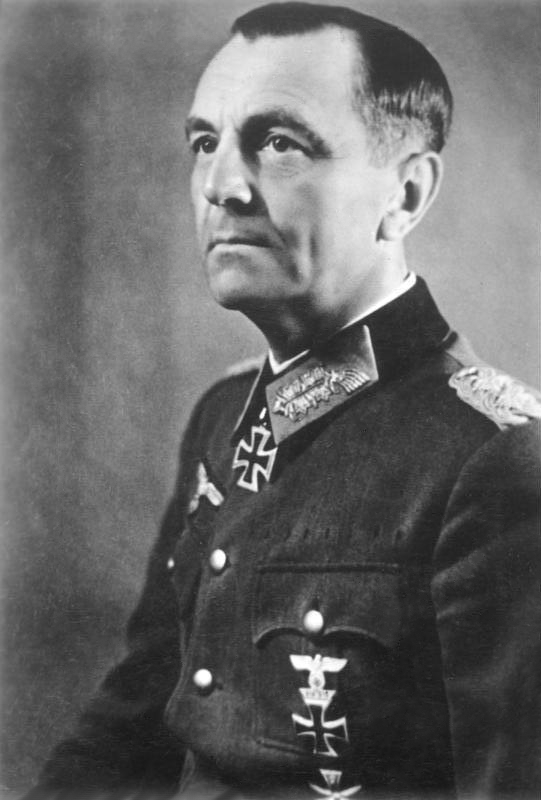
Generaal Friedrich Paulus
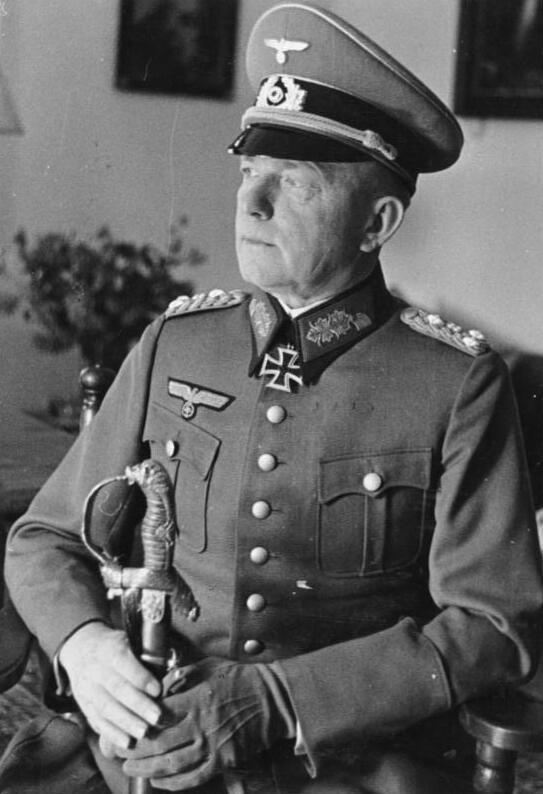
Generaal Ewald von Kleist

## Slagorden
| 10 juni 1942 | 22 juni 1942 |
| deel 6e Duitse Leger | deel 1e Duitse PantserLeger |
| --- | --- |
| 8e Legerkorps: - 336e Infanteriedivisie - 113e Infanteriedivisie - 305e Infanteriedivisie - 79e Infanteriedivisie 17e Legerkorps: - 294e Infanteriedivisie Groep Mackensen 51e Legerkorps: - 297e Infanteriedivisie - 71e Infanteriedivisie - 44e Infanteriedivisie - 62e Infanteriedivisie 3e Gemotoriseerde Korps: - 14e Pantserdivisie - 16e Pantserdivisie - 22e Pantserdivisie - 60e Gemotoriseerde Divisie | 17e Legerkorps: - 297e Infanteriedivisie Groep Mackensen 51e Legerkorps: - 71e Infanteriedivisie - 44e Infanteriedivisie - 62e Infanteriedivisie - 384e Infanteriedivisie 3e Pantserkorps: - 14e Pantserdivisie - 16e Pantserdivisie - 22e Pantserdivisie - 60e Gemotoriseerde Divisie Groep Strecker 11e Legerkorps: - 1e Bergdivisie - 1e Roemeense Infanteriedivisie 6e Roemeense Korps: - 2e Roemeense Infanteriedivisie - 20e Roemeense Infanteriedivisie - 4e Roemeense Infanteriedivisie 44e Legerkorps: - 97e Lichte Divisie - 101e Lichte Divisie - 68e Infanteriedivisie - 257e Infanteriedivisie |

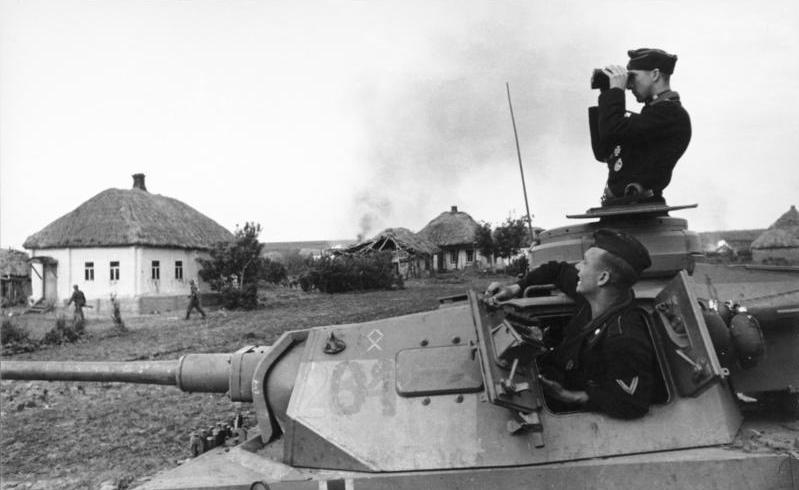
PzKw III van de 14e Pantserdivisie

Voorbeeld van de sterkte van een Duitse Pantserdivisie in deze tijd, en het soort tanks dat in gebruik was:

14e Pantserdivisie, Panzerregiment 36, 3 Abteilungen, met elk 3 compagnieën + elk een stafcompagnie.
 Stand 20-6-1942, totaal 102 tanks:
14 PzKw II, 41 PzKw III(5-kort), 19 PzKw III(5-lang), 20 PzKw IV(kort), 4 PzKw IV(lang), 4 PzBef
| 10 juni 1942 | 22 juni 1942 |
| Sovjet Zuidwestelijk Front | Sovjet Zuidwestelijk Front |
| --- | --- |
| 21e Leger: - 227e Divisie - 301e Divisie - 76e Divisie - 293e Divisie 28e Leger: - 169e Divisie - 175e Divisie - 13e Garde Divisie - 226e Divisie - 300e Divisie - Reserves: - 38e Divisie - 124e Divisie - 224e Divisie - 57e Tankbrigade - 58e Tankbrigade - 84e Tankbrigade - 90e Tankbrigade - 3e Garde Cavaleriekorps - 5e Garde Cavaleriedivisie - 6e Garde Cavaleriedivisie - 32e Cavaleriedivisie 38e Leger: - 277e Divisie - 278e Divisie - 199e Divisie - 304e Divisie - 81e Divisie - Reserves: - 162e Divisie - 242e Divisie - 3e Tankbrigade - 15e Tankbrigade - 114e Tankbrigade - 156e Tankbrigade - 168e Tankbrigade - 9e Gemotoriseerde Brigade - 34e Gemotoriseerde Brigade - 22e Tankkorps - 13e Tankbrigade - 36e Tankbrigade - 133e Tankbrigade | 38e Leger: - 9e Garde Divisie - 242e Divisie - 162e Divisie - 278e Divisie - 199e Divisie - 304e Divisie - Reserves: - 1e Vernietigings Divisie - 6e Garde Tankbrigade - 133e Tankbrigade - 156e Tankbrigade - 159e Tankbrigade - 168e Tankbrigade - 22e Gemotoriseerde Brigade 9e Leger: - 81e Divisie - 333e Divisie - 5e Cavaleriekorps - 30e Cavaleriedivisie - 34e Cavaleriedivisie - 60e Cavaleriedivisie - 343e Divisie - 106e Divisie - 12e Tankbrigade - 51e Divisie - 296e Divisie - 78e Marine Brigade |